# Univerzitní park (Novi Sad)
Univerzitní park (srbsky Универзитски парк) je jeden z parků ve městě Novi Sad v srbském městě Novi Sad v autonomní oblasti Vojvodina. Park se nachází mezi nábřežím Sunčani kej (břeh Dunaj)e a kampusem Univerzity v Novém Sadu. Přiléhá k němu budova rektorátu. Vymezují jej ulice Zorana Đinđića a Bulevar Cara Dušana.
Park tvoří průchozí louka s několika skupinami stromů. Nenachází se zde větší městský mobiliář ani vyasfaltované chodníky. Je trojúhelníkovitého tvaru s nejdelší stranou cca 500 m dlouhou.
Na místě tohoto parku se historicky nacházel močál a lužní lesy. V 20. letech 20. století se počítalo se vznikem parku v této lokalitě, neboť od středu města, resp. nově vznikající zástavby v prostoru dnešní ulice Radnička byl oddělen náspem a železniční tratí (do Bělehradu, později byla přeložena). Park zde stál nejspíše již během období maďarské okupace za druhé světové války, obklopovala jej sportovní hřiště. Později na jejich místě vznikl kampus Univerzity v Novém Sadu.